# N637 (België)
De N637 is een gewestweg in de Belgische provincie Luik. De weg verbindt de N3 in Glain met de N615 bij Hollogne-sur-Geer. De route heeft een lengte van ongeveer 27 kilometer.

## Plaatsen langs de N637
- Glain
- Montegnée
- Bierset
- Voroux-Goreux
- Noville
- Jeneffe
- Hollogne-sur-Geer
- Lens-Saint-Remy

## N637a
De N637a is een gewestweg in de Belgische provincie Luik. De route begint ten oosten van de Hollogne-sur-Geer vlak bij de N69 en eindigt in Lens-Saint-Remy.
De route heeft een lengte van ongeveer 6,5 kilometer en heeft alleen met de N615 een verbinding.